# Ферфілд (Айдахо)
Ферфілд (англ. Fairfield) — окружний центр і єдине місто в окрузі Камас, штат Айдахо, США. Згідно з переписом 2010 року населення становило 416 осіб, що на 21 особу більше, ніж 2000 року. Це становить майже половину сільського населення округу.

## Географія
Ферфілд розташований за координатами 43°20′53″ пн. ш. 114°48′3″ зх. д. / 43.34806° пн. ш. 114.80083° зх. д. (43.348059, -114.800923).  За даними Бюро перепису населення США в 2010 році місто мало площу 2,28 км², з яких 2,28 км² — суходіл та 0,00 км² — водойми.

### Клімат
| Клімат : Ферфілд                   | Клімат : Ферфілд | Клімат : Ферфілд | Клімат : Ферфілд | Клімат : Ферфілд | Клімат : Ферфілд | Клімат : Ферфілд | Клімат : Ферфілд | Клімат : Ферфілд | Клімат : Ферфілд | Клімат : Ферфілд | Клімат : Ферфілд | Клімат : Ферфілд | Клімат : Ферфілд |
| Показник                           | Січ.             | Лют.             | Бер.             | Квіт.            | Трав.            | Черв.            | Лип.             | Серп.            | Вер.             | Жовт.            | Лист.            | Груд.            | Рік              |
| Абсолютний максимум, °C            | 8,9              | 17,2             | 21,1             | 28,3             | 34,4             | 37,2             | 38,3             | 37,8             | 35,6             | 30,6             | 20,6             | 12,8             | 38,3             |
| Середній максимум, °C              | −0,7             | 2,3              | 6,9              | 13,8             | 19,5             | 24,5             | 29,6             | 29,4             | 24,2             | 17,4             | 6,3              | −0,3             | 14,4             |
| Середній мінімум, °C               | −14,5            | −12,8            | −7,4             | −1,9             | 2,2              | 5,5              | 8,6              | 7,5              | 2,5              | −2,5             | −7,8             | −13,8            | −2,9             |
| Абсолютний мінімум, °C             | −41,1            | −38,9            | −31,1            | −19,4            | −9,4             | −7,2             | −3,3             | −5               | −11,7            | −22,2            | −29,4            | −40              | −41,1            |
| Норма опадів, мм                   | 56               | 43               | 37               | 27               | 34               | 21               | 15               | 11               | 18               | 21               | 45               | 50               | 378              |
| ---------------------------------- | ---------------- | ---------------- | ---------------- | ---------------- | ---------------- | ---------------- | ---------------- | ---------------- | ---------------- | ---------------- | ---------------- | ---------------- | ---------------- |
| Джерело: NOAA (normals, 1971–2000) |                  |                  |                  |                  |                  |                  |                  |                  |                  |                  |                  |                  |                  |

## Демографія

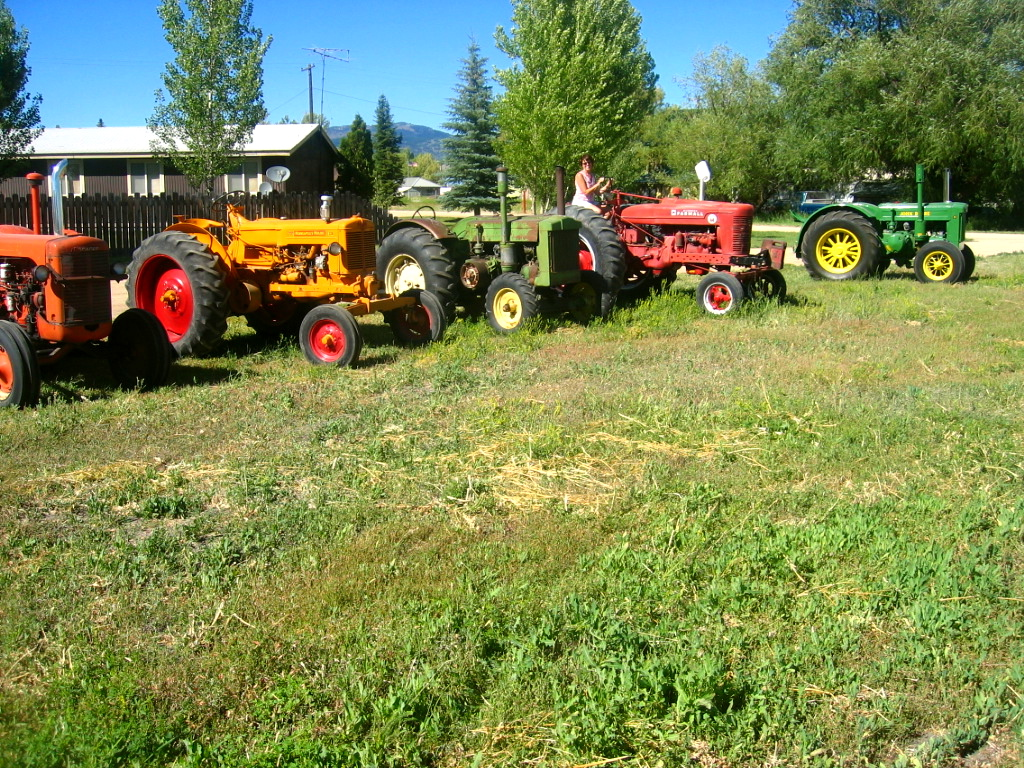
Трактори у Ферфілді

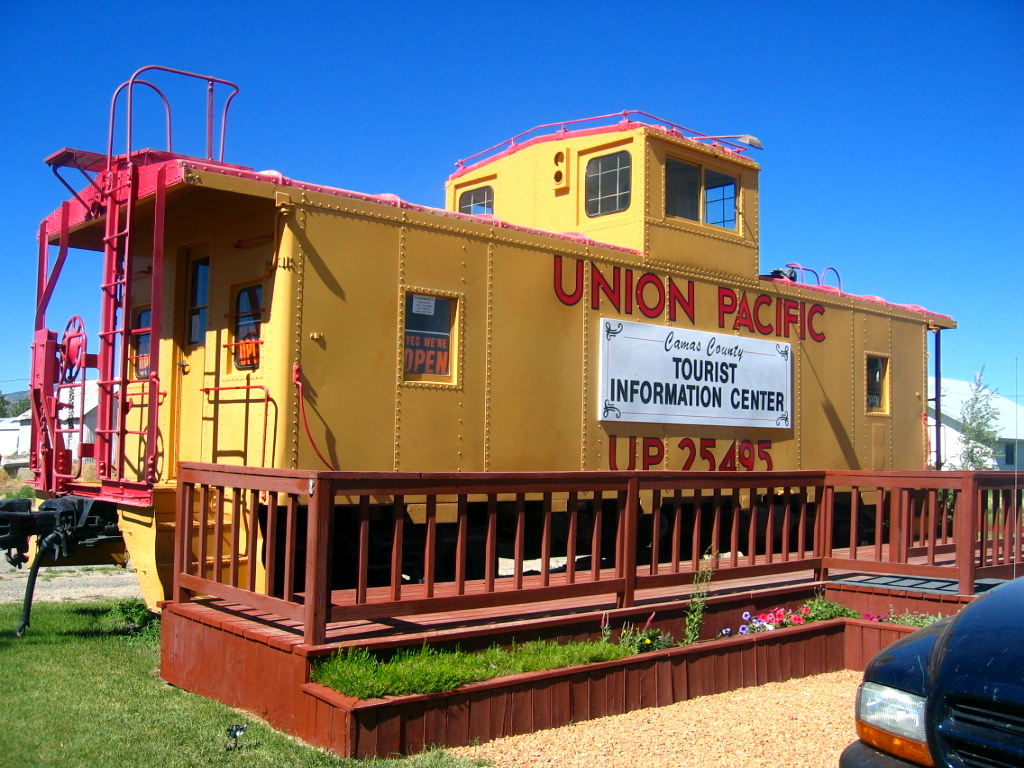
Камбузи для відвідувачів у Ферфілді

### Перепис 2010 року
За даними перепису 2010 року, у місті проживало 416 осіб у 176 домогосподарствах у складі 109 родин. Густота населення становила 182,5 ос./км². Було 244 помешкання, середня густота яких становила 107,1/км². Расовий склад міста: 93,0% білих, 1,0% індіанців, 0,2% азіатів, 1,4% інших рас, а також 4,3% людей, які зараховують себе до двох або більше рас. Іспанці та латиноамериканці незалежно від раси становили 6,3% населення.
Із 176 домогосподарств 35,2% мали дітей віком до 18 років, які жили з батьками; 44,9% були подружжями, які жили разом; 6,8% мали господиню без чоловіка; 10,2% мали господаря без дружини і 38,1% не були родинами. 31,8% домогосподарств складалися з однієї особи, в тому числі 9,1% віком 65 і більше років. У середньому на домогосподарство припадало 2,36 мешканця, а середній розмір родини становив 2,95 особи.
Середній вік жителів міста становив 35,1 року. Із них 26,4% були віком до 18 років; 5,6% — від 18 до 24; 29,6% від 25 до 44; 27,4% від 45 до 64 і 11,1% — 65 років або старші. Статевий склад населення: 51,9% — чоловіки і 48,1% — жінки.
Середній дохід на одне домашнє господарство  становив 50 977 доларів США (медіана — 40 208), а середній дохід на одну сім'ю — 58 280 доларів (медіана — 45 536). За межею бідності перебувало 31,9 % осіб, у тому числі 46,8 % дітей у віці до 18 років та 0,0 % осіб у віці 65 років та старших.
Цивільне працевлаштоване населення становило 246 осіб. Основні галузі зайнятості: освіта, охорона здоров'я та соціальна допомога — 22,0 %, будівництво — 14,6 %, сільське господарство, лісництво, риболовля — 11,0 %, роздрібна торгівля — 9,3 %.

### Перепис 2000 року
За даними перепису 2000 року, в місті проживало 395 осіб у 162 домогосподарствах у складі 115 родин. Густота населення становила 462,2 ос./км². Було 211 помешкань, середня густота яких становила 246,9/км². Расовий склад міста 97,97% білих, 0,51% індіанців, 0,25% інших рас і 1,27% людей, які зараховують себе до двох або більше рас. Іспанці та латиноамериканці незалежно від раси становили 6,08% населення.
Із 162 домогосподарств 33,3% мали дітей віком до 18 років, які жили з батьками; 60,5% були подружжями, які жили разом; 6,8% мали господиню без чоловіка, і 29,0% не були родинами. 25,3% домогосподарств складалися з однієї особи, в тому числі 11,1% віком 65 і більше років. У середньому на домогосподарство припадало 2,44 мешканця, а середній розмір родини становив 2,92 особи.
Віковий склад населення: 25,6% віком до 18 років, 7,3% від 18 до 24, 27,1% від 25 до 44, 27,6% від 45 до 64 і 12,4% років і старші. Середній вік жителів — 39 року. Статевий склад населення: 49,1 % — чоловіки і 50,9 % — жінки. 
Середній дохід домогосподарств у місті становив $31 167, родин — $33 750. Середній дохід чоловіків становив $26 607 проти $16 667 у жінок. Дохід на душу населення в місті був $21 504. Приблизно 9,1% родин і 10,7% населення перебували за межею бідності, включаючи 6,7% віком до 18 років і 18,0% від 65 і старших.